# Chorváty
Chorváty es un municipio del distrito de Košice-okolie en la región de Košice, Eslovaquia, con una población estimada a final del año 2024 de 99 habitantes.
Se encuentra ubicado en el centro de la región, en la cuenca hidrográfica del río Sajó (afluente derecho del Tisza) y cerca de la frontera con la región de Prešov y con Hungría.

## Demografía
| Año        | 1994 | 2004     | 2014    | 2024 |
| ---------- | ---- | -------- | ------- | ---- |
| Población  | 113  | 97       | 100     | 99   |
| Diferencia |      | −14,15 % | +3,09 % | −1 % |

| Año        | 2023 | 2024 |
| ---------- | ---- | ---- |
| Población  | 99   | 99   |
| Diferencia |      | +0 % |